# Municipio de Van Buren (condado de Monroe)
El municipio de Van Buren (en inglés: Van Buren Township) es un municipio ubicado en el condado de Monroe en el estado estadounidense de Indiana. En el año 2010 tenía una población de 11981 habitantes y una densidad poblacional de 132,75 personas por km².

## Geografía
El municipio de Van Buren se encuentra ubicado en las coordenadas 39°7′20″N 86°37′41″O / 39.12222, -86.62806. Según la Oficina del Censo de los Estados Unidos, el municipio tiene una superficie total de 90.25 km², de la cual 90.25 km² corresponden a tierra firme y (0%) 0 km² es agua.

## Demografía
Según el censo de 2010, había 11981 personas residiendo en el municipio de Van Buren. La densidad de población era de 132,75 hab./km². De los 11981 habitantes, el municipio de Van Buren estaba compuesto por el 90.63% blancos, el 3.11% eran afroamericanos, el 0.3% eran amerindios, el 2.15% eran asiáticos, el 0.02% eran isleños del Pacífico, el 1.24% eran de otras razas y el 2.55% pertenecían a dos o más razas. Del total de la población el 3.57% eran hispanos o latinos de cualquier raza.